# Centaurea schousboei
Centaurea schousboei — вид квіткових рослин родини айстрових (Asteraceae). Ареал: зх. Іспанія, Португалія ?.

## Середовище
Росте на узліссях і галявинах дібров, а також уздовж доріг і шосе порівняно багато, особливо на кислих і слабонітрифікованих ґрунтах; на висотах 500–1000 метрів.

## Характеристика
Обгортка шириною 5–10 мм. Придаток середніх приквітків буруватий, напівпрозорий. Сім'янка видовжено-обернено-яйцюватої або еліпсоїдної форми, 3.2–4.7 мм. 2n = 36.